# Tabula Rasa (gra komputerowa)
Richard Garriott's Tabula Rasa – gra komputerowa z gatunku MMORPG stworzona przez Destination Games i wydana przez NCsoft. Tabula Rasa była grą z gatunku role-playing game, która łączyła w sobie pewne aspekty strzelanki. Trafiła do sprzedaży detalicznej 2 listopada 2007 r.
28 lutego 2009 r. po wcześniejszych informacjach o odejściu Richarda Garriotta z NCsoft, serwery gry zostały wyłączone. Jako oficjalną informację podano, że liczba aktywnych graczy nie spełniła oczekiwań wydawcy.